# Костин, Денис Сергеевич
Денис Сергеевич Костин (род. 21 июня 1995, Омск) — российский хоккеист, вратарь

## Карьера
Хоккеем начал заниматься в Омске в 2001 году. Первый тренер — Виктор Владимирович Архипов (в ДЮСШ «Авангард» тренировался также у Александра Фроловича Дмитриева). Хват клюшки — правый.
Выступал за «Омские Ястребы», «Авангард».
Играл за юниорскую сборную России. Чемпион МХЛ, обладатель Кубка Харламова 2013 года.
В сентябре 2016 года перешёл в клуб Сарыарка, выступающий в ВХЛ. Первый матч в новой команде провел 12 сентября против Бурана.
14 августа 2021 года стало известно, что Денис перешёл в петербургское «Динамо».
12 мая 2022 года стал игроком клуба «Сибирь» из КХЛ. 31 мая 2025 года «Сибирь» объявила о завершении контракта с Костиным.
В сентябре 2025 станет игроком клуба Торпедо из КХЛ.

## Достижения
- Победитель международного турнира Hockey Night in Boston (Бостон, США).
- Обладатель Кубка Харламова 2013.
- Победитель Кубка мира среди молодёжных клубных команд 2013.
- Победитель Subway Super Series 2014 в составе молодёжной сборной России.
- Серебряный призёр молодёжного чемпионата мира 2015.
- Бронзовый призёр регулярного чемпионата ВХЛ в составе команды «Дизель» сезона 2020—2021;
- Серебряный призёр ВХЛ в составе команды «Динамо СПб» сезона 2021—2022.